# Un detective in pantofole
Un detective in pantofole (Ein Fall für Männdli) è una serie televisiva svizzera prodotta dal 1973 al 1976 dalla InterTel Television AG Basel.

## Trama
Protagonista delle vicende è Max Mändlli, un detective privato di Zurigo, un uomo che svolge il proprio lavoro con grande passione. Mändlli è affiancato dalla sua segretaria, Rosa Emmenegger.

## Episodi
| Stagione         | Puntate | Prima TV Svizzera | Prima TV Italia |
| ---------------- | ------- | ----------------- | --------------- |
| Prima stagione   | 13      | 1973              |                 |
| Seconda stagione | 13      | 1975              |                 |

## Produzione
Protagonista, nel ruolo di Max Mändlli, è l'attore Ruedi Walter; altri interpreti principali sono Margrit Rainer e Inigo Gallo.
La serie consta di due stagioni, per un totale di 26 episodi (13 per stagione), della durata di circa 25 minuti ciascuno.

## Distribuzione
Il primo episodio, intitolato In Liebe Dein K., è stato trasmesso in prima visione in Svizzera nell'agosto del 1973; l'ultimo, intitolato Schafe zur Linken, è stato trasmesso in prima visione nel marzo 1976. La serie è quindi stata trasmessa nel 1978 nella DDR.